# Lynnville, Illinois
Lynnville là một làng thuộc quận Morgan, tiểu bang Illinois, Hoa Kỳ. Năm 2010, dân số của làng này là 117 người.

## Dân số
Dân số qua các năm:
- Năm 2000: 137 người.
- Năm 2010: 117 người.